# Cornelia Popescu
Cornelia Popescu (Rumania, 27 de agosto de 1950) es una atleta rumana retirada especializada en la prueba de salto de altura, en la que consiguió ser medallista de bronce europea en pista cubierta en 1971.

## Carrera deportiva
En el Campeonato Europeo de Atletismo en Pista Cubierta de 1971 ganó la medalla de bronce en el salto de altura, con un salto por encima de 1.78 metros, tras la checoslovaca Milada Karbanová  (oro con 1.80 metros) y la soviética Vera Gavrilova  (plata también con 1.80 metros pero en más intentos).